# Anton Clemens von Toerring-Seefeld

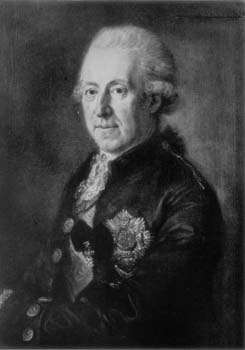
Anton Clemens von Toerring-Seefeldmini, Maler: Josef Georg Edlinger

Anton Clemens Graf von Toerring-Seefeld (* 22. Juni 1725 in München; † 6. Februar 1812) war bayerischer Geheimer Rat, Kämmerer und Obersthofmeister (Hofkammerpräsident und Obersthofmeister) sowie von 1793 bis 1807 Präsident der Bayerischen Akademie der Wissenschaften.

## Leben
Anton Clemens stammte aus der Adelsfamilie der Toerring und war Sohn des bayerischen Feldmarschalls Ignaz von Törring. Er diente bis zum Jahr 1755 beim bayerischen Militär und heiratete dann Emanuela Maria Josepha, geb. Sedlnitzka von Choltitz (1740–1790). 1789 hat er in Seefeld (Oberbayern) eine Ackerbaugesellschaft gegründet, in der Bauern, Bürger, Adel und Geistlichkeit gleichberechtigt waren, eine für die damalige Zeit sehr fortschrittliche Regelung. Neben seiner politischen Tätigkeit als Geheimer Rat, Kämmerer und Obersthofmeister war er auch schriftstellerisch tätig. Er war 1780 bis 1793 Vizepräsident und von 1793 bis 1807 Präsident der Bayerischen Akademie der Wissenschaften.